# Brant Broughton and Stragglethorpe
Brant Broughton and Stragglethorpe är en civil parish i Storbritannien.   Den ligger i grevskapet Lincolnshire och riksdelen England, i den sydöstra delen av landet, 180 km norr om huvudstaden London.